# Miracle chilien
« Miracle chilien » (en espagnol « milagro de Chile ») est une expression utilisée par l'économiste et commentateur politique américain Milton Friedman, défenseur du libéralisme économique, pour décrire les réformes économiques libérales implantées au Chili sous la dictature militaire d'Augusto Pinochet. Cette expression sert à désigner la politique économique menée sous le régime de Pinochet. Si les partisans de ce dernier mettent en avant la stabilité connue à l'époque par l'économie chilienne, les résultats concrets de ces réformes et l'ampleur, voire la réalité, de cette réussite économique ont été contestés.

## Contexte

### Mise en place des réformes
Le modèle économique chilien du régime d'Augusto Pinochet est influencé par les idées du libéralisme économique contemporain de Milton Friedman. Il est mis en place dans les années 1970 et 1980 avec l'aide des Chicago Boys, un groupe d'économistes chiliens formés aux États-Unis et acquis au néolibéralisme. La dictature militaire de Pinochet offre aux Chicago Boys un lieu d’expérimentation idéal pour des réformes économiques libérales radicales, grâce à l'absence de syndicats, de grèves et de contestation sociale.
Avec ce nouveau modèle, le pays a connu de nombreuses réformes comme la privatisation des entreprises publiques, suivie de licenciements massifs ou la mise en place de la retraite par capitalisation par José Piñera. Les droits de douane sont supprimés, les budgets de l’éducation et de la santé sont réduits et les salaires abaissés.

### Une politique économique contrastée et contestée
En 1981, la Réserve fédérale des États-Unis augmente ses taux d'intérêt pour fortement réévaluer le cours du dollar, ce qui cause une grave crise dans les pays d'Amérique latine dont les dettes extérieures étaient essentiellement libellées en dollar. Avec la dépréciation conséquente du peso chilien, la dette extérieure du Chili (privée et publique) passa ainsi de 50 % du PIB à 120 % entre 1982 et 1985. Dans cette crise d'origine monétaire, le Chili a ainsi vu une hausse du taux de chômage, qui est passé de 4,8 % en 1973 à 17,9 % en 1978, atteignant 31 % en 1983, ainsi qu'une forte augmentation des inégalités.
D'après l'organisme économique CENDA, « Pinochet a transformé le Chili en une économie rentière. Un petit groupe de grandes entreprises s'est approprié les grandes ressources naturelles du pays et vit de sa rente ». Le pays a subi une très grave crise économique au début des années 1980, sa « pire récession depuis les années 1930 », à la suite de laquelle le ministre des finances Sergio de Castro quitta le gouvernement.
Plusieurs critiques[Qui ?] ont contesté le terme de « miracle », qualifié de « mythe »,.
Si le Chili a procédé à de nombreuses privatisations, la Codelco, exploitant les mines de cuivre et nationalisée par Salvador Allende en 1971, resta dans les mains de l'État et les ressources de cuivre furent même déclarées « inaliénables » par la Constitution chilienne de 1980,.

## Bilan économique dans les années 1990
Après la fin de la dictature en 1990, les gouvernements démocratiques successifs du pays ont ouvert l'économie du Chili aux investissements étrangers, en multipliant les accords du système de libre-échange avec les États-Unis, l'Union européenne, la Chine et le Japon. L'ensemble des résultats économiques se sont améliorés après le retour de la démocratie.
Le Chili est considéré comme l'un des pays les plus stables économiquement en Amérique latine. Depuis la fin de la dictature, le Chili a réussi, par exemple, à réduire la pauvreté de moitié. Cette prospérité lui a valu le surnom de « jaguar » de l'Amérique du Sud, en référence aux dragons asiatiques[réf. nécessaire].